# Henry Robertson Bowers
Pour les articles homonymes, voir Robertson et Bowers.
Le Lieutenant Henry Robertson « Birdie » Bowers (29 juillet 1883, Greenock - 29 mars 1912) est un officier britannique. Il est l'un des compagnons mort avec Robert Falcon Scott lors de l'expédition Terra Nova vers le pôle Sud en 1911-1912.
La chaîne Bowers en Antarctique est nommée en son honneur.